# Bosque nacional Wasatch-Cache
El bosque nacional Wasatch-Cache es un bosque nacional de los Estados Unidos situado sobre todo en el norte de Utah (81,23%), con partes más pequeñas que se extienden en el sureste de Idaho (16,42%) y el suroeste de Wyoming (2,35%). El nombre se deriva de la palabra en idioma ute Wasatch, por un lugar en las altas montañas, y la palabra francesa «caché» que significa oculto. El término caché era usado originalmente por los cazadores de pieles, los primeros europeos que visitaron la región.
Según un reporte, en 2019 se registraron más de once millones de visitas a este bosque. Se sabe que el área de The Tri-Canyon recibe cerca de cuatro millones de visitantes anualmente.
En esta área habitan diversidad de animales, entre ellos, alces, pumas, ciervos, serpientes, osos y peces, entre muchos otros. Cuenta con senderos, zona de actividades tradicionales, rutas para ciclistas, áreas destinadas para la pesca, zonas para acampar y carreteras secundarias.